# 安德烈亚·雷
安德烈亚·雷（義大利語：Andrea Re，1963年11月15日—），意大利男子赛艇运动员。他曾代表意大利参加世界赛艇锦标赛，获得八枚金牌、一枚银牌和二枚铜牌。他也曾参加1996年夏季奥林匹克运动会。